# Rožle Krelj
Rožle Krelj (17 aprile 2002) è un ex sciatore alpino sloveno.

## Biografia
Rožle Krelj, attivo dall'ottobre del 2018 al gennaio del 2022, ha vinto la medaglia di bronzo nello slalom speciale ai Campionati sloveni 2020; non ha esordito in Coppa Europa o in Coppa del Mondo e non ha preso parte a rassegne olimpiche o iridate.

## Palmarès

### Campionati sloveni
- 1 medaglia:
  - 1 bronzo (slalom speciale nel 2020)